# 97. peruť RAF
97. peruť (anglicky No. 97 Squadron, také známá jako No. 97 (Straits Settlements) Squadron) byla peruť Royal Air Force vzniklá 1. prosince 1917 ve Waddingtonu v Lincolnshiru jako jednotka Royal Flying Corps.

## První světová válka
Peruť byla ustavena na základně Waddington 1. prosince 1917, zprvu jako výcviková jednotka. Poté byla vybavena těžkými bombardéry Handley Page O/400 a v srpnu 1918 se přesunula do Francie. Zde do konce války provedla celkem 91 náletů, během nichž shodila 64 tun bomb.

## Meziválečné období
Od 17. listopadu 1918 byla peruť dislokována na základně RAF Saint Inglevert, již opustila 4. března 1919, a poté přezbrojila na typ Airco D.H.10. Jednotka byla poté převelena do Indie, kde byla 1. dubna 1920 rozpuštěna přeznačením na 60. peruť RAF.
Útvar byl obnoven 16. září 1935 na základně RAF Catfoss, kde do výzbroje obdržel stroje Handley Page Heyford.

## Druhá světová válka

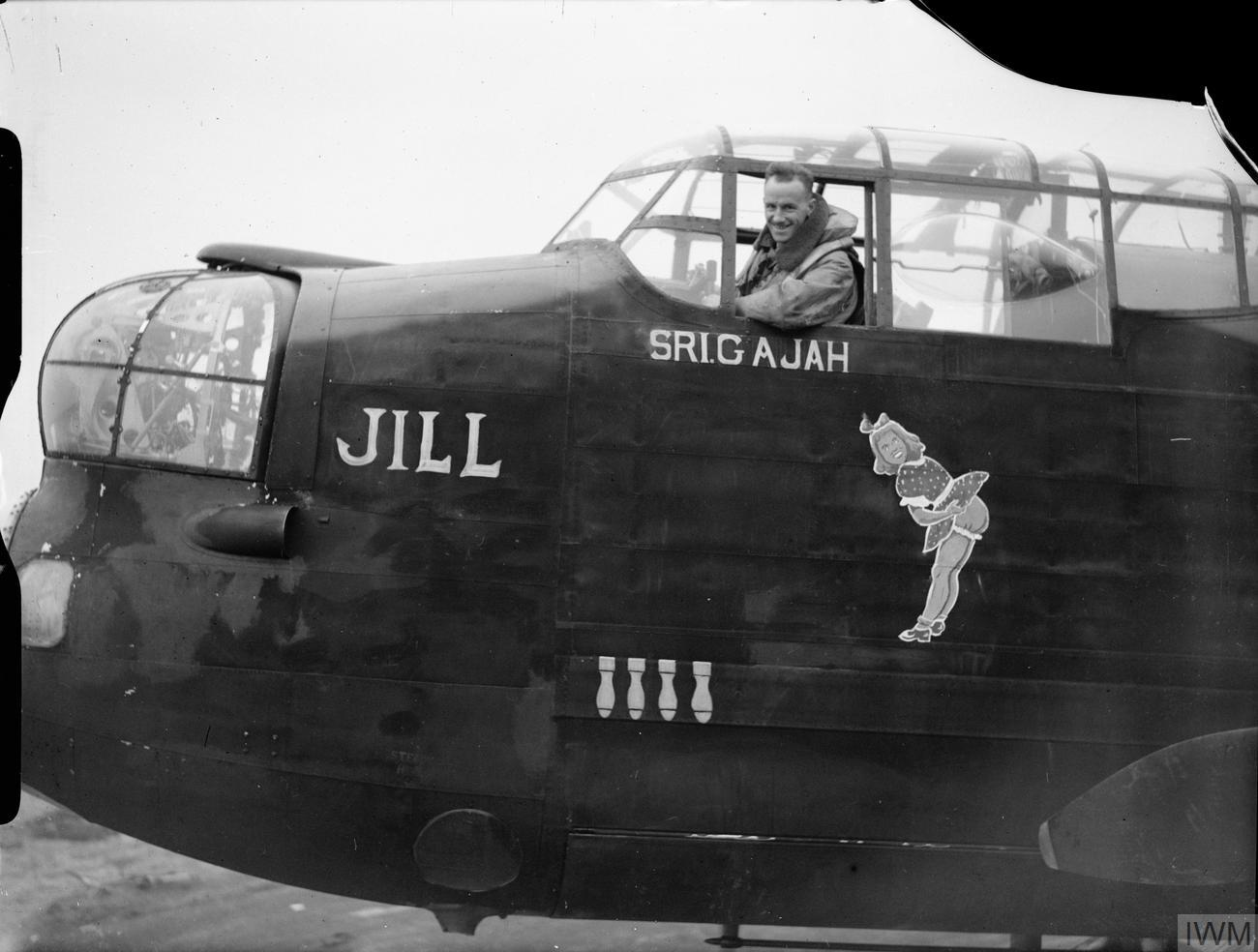
Avro Manchester 97. peruti na základně RAF Coningsby.

V dubnu 1940 byla peruť opět deaktivována, a k jejímu obnovení s výzbrojí bombardérů Avro Manchester došlo 25. února 1941 na základně RAF Waddington. Později přešla na stroje Avro Lancaster, a v dubnu 1943 se stala jednou z perutí Pathfinder Force.

## Poválečné období
V červenci 1946 byla peruť přezbrojena na typ Avro Lincoln s nimiž zůstala operační jednotkou až do své deaktivace na základně RAF Hemswell 1. ledna 1956.
Peruť byla obnovena 1. prosince 1959 jako jedna z 20 perutí Royal Air Force vybavených strategickými balistickými střelami v rámci projektu „Emily“, když se její výzbrojí staly balistické rakety středního doletu Thor, s nimiž byla jednotka uvedena do bojové pohotovosti během kubánské raketové krize. Po ukončení programu Thor ve Spojeném království byla peruť 24. května 1963 rozpuštěna. 
Následujícího dne byla 97. peruť obnovena přeznačením dosavadní 151. peruti na základně RAF Watton. Definitivně byla jednotka rozpuštěna 2. ledna 1967.